# Stanisław Pizło

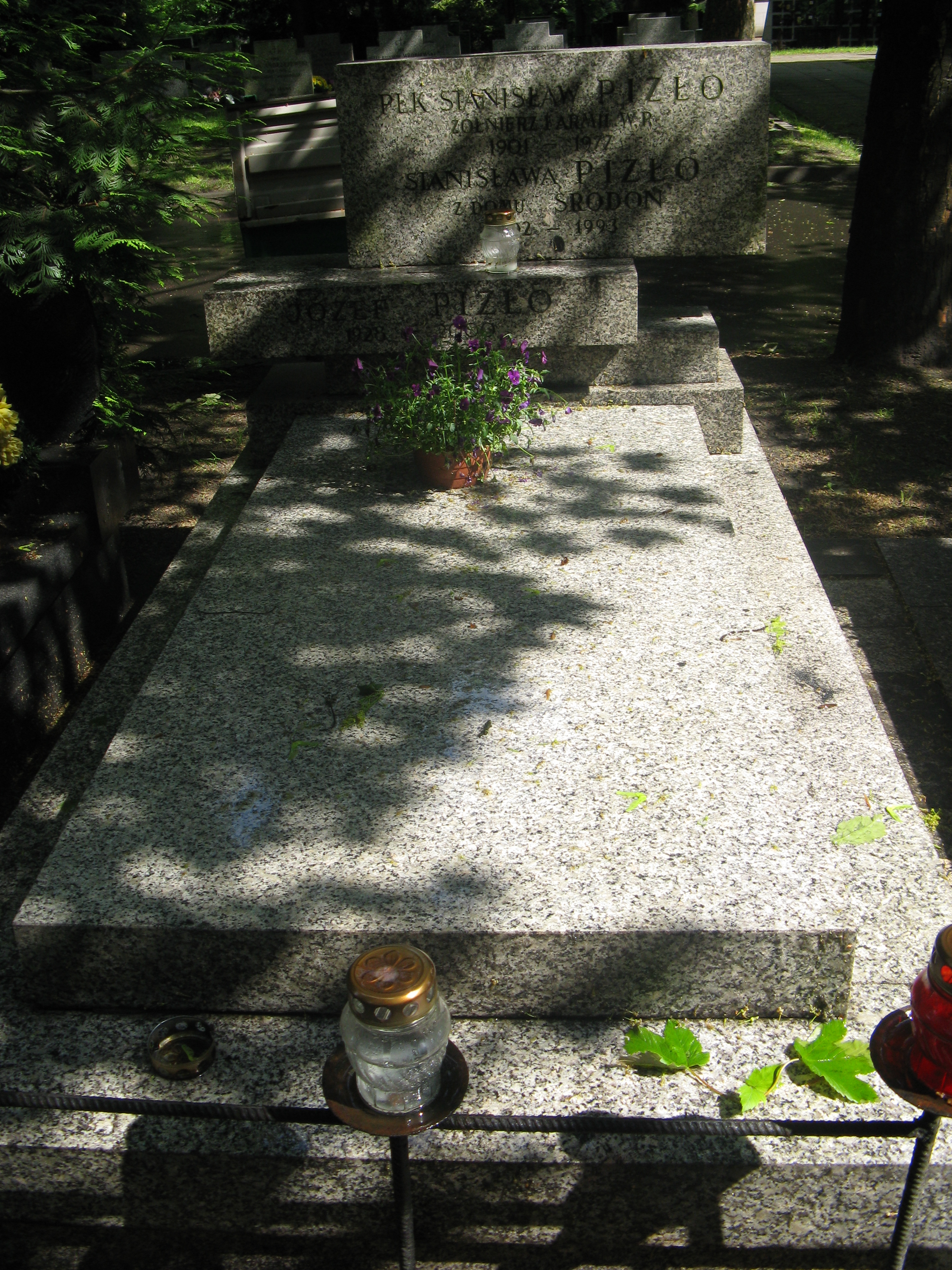
Grób Stanisława Pizło na Cmentarzu Wojskowym na Powązkach

Stanisław Antoni Pizło (ur. 9 sierpnia 1901 w Woli Zgłobieńskiej, zm. 1 marca 1977) – pułkownik LWP, dyrektor departamentów Ministerstwa Bezpieczeństwa Publicznego. 
Jako kapitan był zastępcą Głównego Przedstawiciela Rządu RP do spraw emigracji w Łucku w latach 1944–1945. Był dyrektorem Departamentu VI (Departament VI, Wydział Więzień i Obozów, Departament Więziennictwa) MBP w latach 1946–1951, zastępcą dyrektora tego departamentu w latach 1945–1946, dyrektorem Departamentu Kwaterunkowo-Budowlanego MBP w latach 1953–1954 oraz kierownikiem Biura Socjalnego MBP w latach 1951–1953. Dyrektor Zarządu Spraw Socjalnych i Kulturalnych (1956), Zastępcą dyrektora Zarządu Służby Zdrowia MSW (1958).
Członek PPR i PZPR. Pochowany na wojskowych Powązkach (kwatera 7BII-4-17).